# Maurice Mareels
Maurice Mareels, né à Saint-Gilles le 9 février 1893 et décédé le 14 octobre 1976 à Uccle, était un artiste peintre belge.

## Biographie
Maurice (Pierre) Mareels est né au domicile de ses parents (Adolphe Mareels et Jeanne Catherine Pletinckx), rue Blanche 19 à Saint-Gilles. 
Il a été élève à l'Académie royale des Beaux-Arts de Bruxelles de 1911 à 1914 et de 1918 à 1919. Il fut élève d'Herman Richir. Plus tard il devint professeur de dessin à l'Académie des Arts décoratifs d'Ixelles.
Il peignit des paysages, des natures mortes et des portraits. Ses paysages sont situés principalement en Campine (notamment à Genk) et en Bretagne.
En 1913, il fut milicien au 9e de Ligne, appelé Compagnie universitaire. Il avait ainsi la possibilité de poursuivre ses études.
Le 22 octobre 1914 Maurice Mareels fut blessé lors de la bataille de l'Yser. Le reste de la guerre il fut affecté à des fonctions administratives au sein de l'armée à Calais. Il réalisa à cette époque quelques tableaux représentant des scènes de la bataille de l'Yser d'octobre 1914. Maurice Mareels publia en 1970 un ouvrage Les carnets d'un fantassin de 1914 où il raconte son épisode militaire dès le 1er août 1914. Il réalisa une des 12 gravures de l'album Autour de Bruxelles (1941).
Maurice Mareels a habité rue Colonel Chaltin, 90 à Uccle.

## Exposition
- 1933, Gand, 45e Salon : Vieille femme bretonne

## Musées
Des œuvres de Maurice Mareels sont exposées dans les musées suivants :
- Bruxelles, Musée royal de l'armée et de l'histoire militaire
- Ixelles
- Gand
- Le Caire
- Kaunas (Lituanie
- La Louvière
- Louvain

## Littérature
- 14-18 Vision d'artistes (catalogue d'exposition), Bruxelles (Musées royaux de l'Armée et de l'Histoire de la Guerre), 1993.
- Dictionnaire des peintres belges du XIVe siècle à nos jours, Bruxelles, 1994.
- Kristof Reulens, Jos Geraerts ..., Genk vue par les peintres. Peintres paysagistes en Campine limbourgeoise 1850-1950, Davidsfonds, Louvain, 2010  (ISBN 978 90 5826 749 8) (ouvrage en néerlandais)